# Prisonniers de Satan
Pour plus de détails, voir Fiche technique et Distribution.
Prisonniers de Satan (titre original The Purple Heart) est un film américain réalisé par Lewis Milestone et sorti en 1944.

## Synopsis
Au cours d'un bombardement au-dessus du Japon, un groupe d'aviateurs américains est fait prisonnier par les Japonais près de Tokyo. Le Général Mitsubi décide de les traduire devant la justice au cours d'un procès auquel différents représentants d'autres pays assisteront. Mais auparavant, les soldats américains sont soumis à de nombreux sévices.

## Fiche technique
- Titre : Prisonniers de Satan
- Titre original : The Purple Heart
- Réalisation : Lewis Milestone
- Scénario : Jerome Cady, d'après une histoire de Darryl F. Zanuck
- Chef opérateur : Arthur C. Miller
- Musique : Alfred Newman
- Direction artistique : James Basevi, Lewis H. Creber
- Décors : Thomas Little
- Production : Darryl F. Zanuck pour 20th Century Fox
- Durée : 99 minutes
- Date de sortie :
  - États-Unis : 23 février 1944

## Distribution
- Dana Andrews : Capitaine Harvey Ross
- Richard Conte : Lieutenant Angelo Canelli
- Farley Granger : Sergent Howard Clinton
- Kevin O'Shea : Sergent Jan Skvoznik
- Don 'Red' Barry : Lieutenant Peter Vincent
- Trudy Marshall : Mrs Ross
- Sam Levene : Lieutenant Wayne Greenbaum
- Charles Russell : Lieutenant Kenneth Bayforth
- John Craven : Sergent Martin Stoner
- Tala Birell : Johanna Hartwig
- Richard Loo : Général Ito Mitsubi
- Peter Chong : Mitsuru Toyama
- Philip Ahn
- Harold Fong
- Lee Tung Foo : le juge
- Allan Jung : Itsubi Sakai
- Eddie Lee
- et la voix d'Anne Baxter

## Autour du film
Le film est basé sur des faits authentiques.